# Sân bay quốc tế Martinique Aimé Césaire
Sân bay quốc tế Martinique Aimé Césaire (Aéroport international Martinique Aimé Césaire) (IATA: FDF, ICAO: TFFF) là một sân bay ở Martinique, Đông Ấn thuộc Pháp. Sân bay này nằm ở Le Lamentin, ngoại ô của Fort-de-France, được khai trương năm 1950 và đổi tên năm 2007 theo tác gia kiêm nhà chính trị Aimé Césaire.

## Các hãng hàng không và các tuyến điểm

### Passenger airlines
- American Airlines
  - American Eagle (San Juan)
- Air Antilles Express (Pointe-à-Pitre, Saint Martin)
- Air Caraïbes (Cayenne, La Habana, Miami, Paris-Orly, Pointe-à-Pitre, Port-au-Prince, Santo Domingo, San José (CR), Saint Lucia, Saint Martin)
- Air France (Cayenne, Miami, Paramaribo, Paris-Orly, Pointe-à-Pitre, Port-au-Prince, Saint Martin, Santo Domingo)
- Avior (Caracas)
- Corsairfly (Lyon [seasonal], Nantes [seasonal], Paris-Orly)
- Cubana de Aviacion (La Habana)
- Takeair (Bridgetown, Union (Grenadine), Saint Lucia)
- LIAT (Saint Lucia, Bridgetown)
- WestJet (Montréal) [theo mùa]

### Các hãng vận chuyển hàng hóa
- Air France
- Assist Air Cargo (représentant Air Caraïbe)
- Jet Fret (représentant Amerijet)
- Amerijet (Miami, Santiago (DR))

### Air taxi
- Airawak Lưu trữ ngày 1 tháng 12 năm 2010 tại Wayback Machine
- TCR Avions taxis